# Megle nad barjem
Megle nad barjem (češko Mlhy na Blatech) je češki črno-beli dramski film iz leta 1943, ki ga je režiral in zanj napisal scenarij František Čap po istoimenskem romanu Karla Klostermanna. V glavnih vlogah nastopajo Zdeněk Štěpánek, Marie Blažková, Vladimír Salač, Jarmila Smejkalová in Rudolf Hrušínský. Dogajanje je postavljeno na kmetijo družine Potužák, kjer živijo Josef (Štěpánek) z ženo (Blažková) in otrokoma Václavom (Salač) in Apolenko (Smejkalová).
Primerno je bil prikazan 14. januarja 1944 v čeških kinematografih. Film je domoljubna drama, ki prikazuje življenje ljudi na vasi, njihovo globoko navezanost na zemljo in Boga ter uporniškega mladeniča Vojto (Hrušínský), ki se spreobrne.

## Vloge
- Zdeněk Štěpánek kot kmet Josef Potužák
- Marie Blažková kot Potužákova žena
- Vladimír Salač kot sin Václav
- Jarmila Smejkalová kot hči Apolenka
- Terezie Brzková kot babica
- Rudolf Hrušínský kot Vojta
- Jaroslav Zrotal kot lovec Radonický
- Jaroslav Průcha kot kmet Jakub Krušný
- Marie Nademlejnská kot Krušnýjeva žena
- Josef Kotapis kot Jakub
- Helena Smolová kot Anca
- Vilém Pfeiffer kot Martinák
- Frantisek Kreuzmann kot Poacher Karhoun